# 布雷佐維察附近洛格
布雷佐維察附近洛格（斯洛維尼亞語： 發音：[ˈloːk pɾi ˈbɾeːzɔʋitsi]），是斯洛維尼亞中部洛格-德拉戈梅爾市鎮的聚居地及行政中心，位于盧布爾雅那西南部，属于传统上的內卡尼奧拉地區。聚居地的領土被A1高速公路橫穿，並設有收費站。

## 教堂
當地教堂是獻給施洗約翰，屬於布雷佐維察教區。

## 外部連結
- 维基共享资源上的相關多媒體資源：布雷佐維察附近洛格
- Log pri Brezovici on Geopedia （页面存档备份，存于）